# Szent Mihály-templom (München)
A Szent Mihály-templomot V. Vilmos bajor herceg alapította a mellette levő jezsuita kollégiummal együtt. Az alapkőletétel 1583-ban volt. A torony leomlása után a herceg a holland Friedrich Sustrist bízta meg a templom felépítésével. 1597-ben ünnepélyesen fölszentelték az templomot. A második világháborúban komoly károkat szenvedett. 1946-1947-ben állították helyre.
Az impozáns homlokzatot 1972-ben renoválták. A két főkapu között áll Mihály arkangyal bronzszobra, amint lándzsájával győzedelmeskedik a sárkány képében megjelenő gonoszon. Az alak Hubert Gerhard munkája (1592). Az emeletek és az orom többi kis fülkéjében az alapító V. Vilmos és wittelsbachi őseik láthatóak. A legfelső fülkében Krisztus, a Megváltó szobra áll. A belső terem annak idején építészeti szenzáció volt. Mind az idáig csak a gótika magasba szökő, pilléreken nyugvó boltíves hajóit ismerték, most már egy 20 méter széles, dongaboltozattal fedett hatalmas reneszánsz terem kápráztatta el a hívőket. Csak a római Szent Péter-bazilika dicsekedhetett még hasonló méretekkel.
A boltozatot díszítő kazettás stukkó (Hubert Gerhard) a háborúban elpusztult, de 1981-ben helyreállították. A főoltárt 1586 és 1589 között alkotta Wendel Dietrich. Az oltárkép Christoph Schwarz munkája.
A négy dombormű Hubert Gerhardtól származik (1595) körül. Figyelemre méltó a baloldali kereszthajóban Bertel Thorvaldsen (1830-ban készült) munkája Eugen von Leuchtenberg herceg síremléke. A jobb oldali kereszthajóban Giovanni Candid alkotása a Szent Orsolya mártíromsága és Gyümölcsoltó Boldogasszony a kereszthajó melletti oldalkápolnában van. A kórus alatti sírkápolnában nyugszik többek közt V. Vilmos bajor herceg, I. Miksa bajor választófejedelem és II. Lajos bajor király.

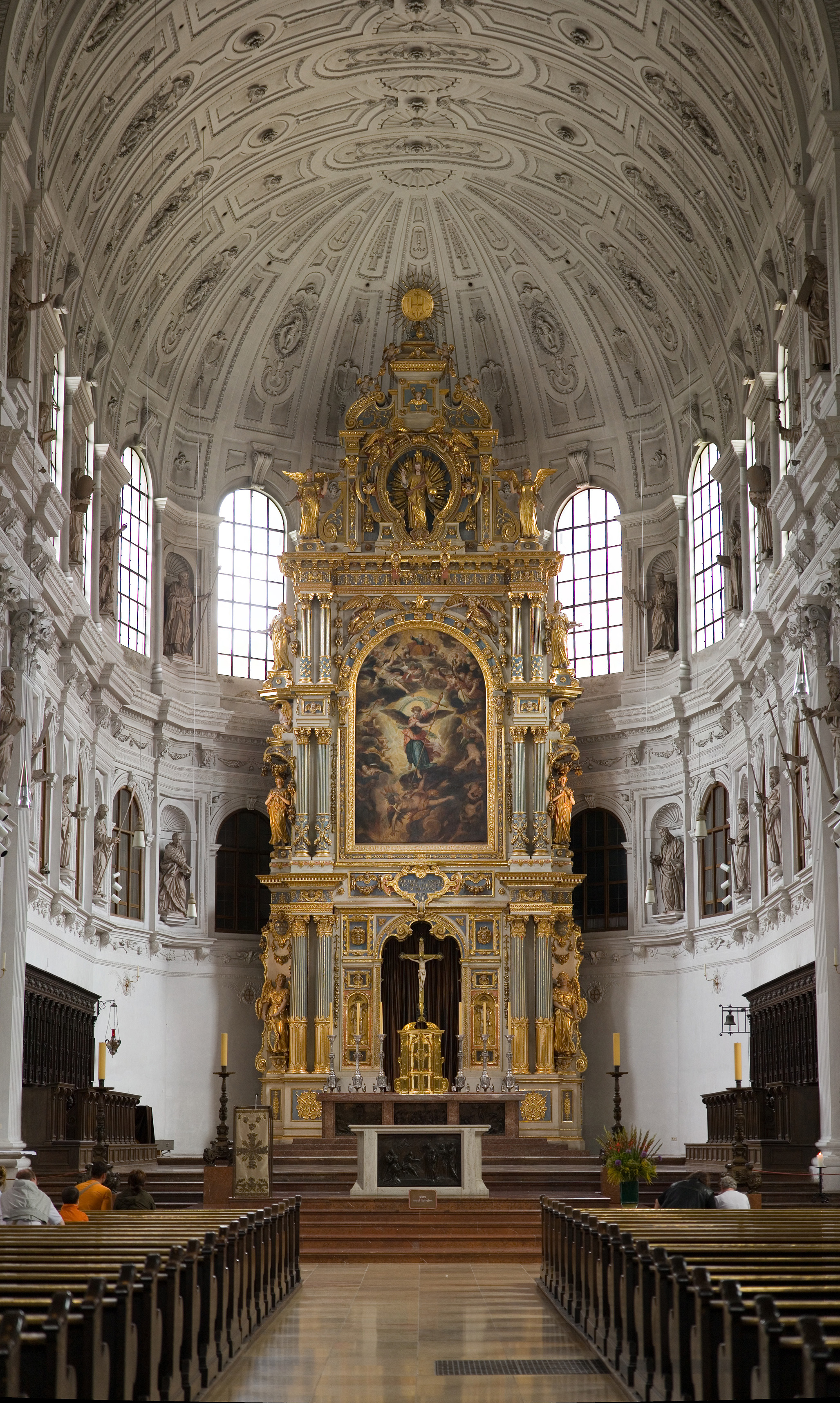
Az oltár és a főhajó